# Aux portes des ténèbres
Aux portes des ténèbres est un recueil de nouvelles fantastiques de Jean-Louis Bouquet publié en 1956 aux éditions Denoël dans la collection Présence du futur.
Le livre fut réédité sous le titre Les Filles de la nuit en 1978 aux éditions Marabout, puis en 1998 aux éditions Fleuve noir augmenté des nouvelles du recueil Mondes noirs (paru initialement en 1980) et d'une pièce radiophonique.

## Contenu de l'édition originale
- En manière de frontispice
- Les Filles de la nuit
- Les Pénitentes de la Merci
- Caacrinolaas
- La Fontaine de Joyeuse
- La Figure d'argile

Le contenu de la réédition de 1978 est identique.

## Les Filles de la nuit- Contenu de l'édition de 1998
- Préface, de Francis Lacassin
- En manière de frontispice
- Les Filles de la nuit
- Les Pénitentes de la Merci
- Caacrinolaas
- La Fontaine de Joyeuse
- La Figure d'argile
- La Recluse de Cimiez
- Laurine ou la Clef d'argent
- Naamâ ou la Dive incestueuse
- Annie Grand Nez
- L'Obsession de Madame Valette
- Prodiges au vieux pays
- La Preuve
- La Cité d'Ombre
- Le Soleil noir d'Ermenonville
- Rendez-vous avec le démon - pièce radiophonique
- Bibliographie, de Francis Lacassin
- Chronologie, de Francis Lacassin